# Franciszek Szubert
Franciszek Szubert (ur. 2 października 1790 w Mosinie koło Poznania, zm. 30 marca 1879 w Wielkiej Wsi koło Buku) – radca ziemski powiatu bukowskiego w latach 1831–1848 – ostatni landrat narodowości polskiej w Wielkim Księstwie Poznańskim). Od 1852 roku administrator bukowskiego majątku kościelnego, prezes dozoru szkolnego, działacz społeczny, ziemianin.

## Życiorys
Urodził się w wolnej jeszcze Rzeczypospolitej, w wielodzietnej rodzinie mosińskiego rzeźnika i burmistrza Tomasza Szuberta i Elżbiety z Jeżewiczów. Ukończył szkołę OO. Pijarów fundacji księcia Augusta Sułkowskiego w Rydzynie. Przez rok pozostał w murach uczelni, pracując jako nauczyciel pomocniczy języka łacińskiego, niemieckiego, francuskiego i arytmetyki. W 1810 roku uzyskał posadę kalkulatora w prefekturze poznańskiej. Od początku był ceniony za staranność w pracy i lotność umysłu. Już dwa lata później został mianowany sekretarzem podprefektury śremskiej w Kórniku. Po śmierci podprefekta Żółtowskiego, w 1818 roku objął funkcję zastępcy kórnickiego radcy ziemskiego.
W 1830 roku został przeniesiony do Buku w celu uporządkowania zaniedbanej registratury powiatowej. Po odwołaniu landrata Główczewskiego i przy wsparciu tutejszych ziemian, już w następnym roku awansował na urząd bukowskiego radcy ziemskiego. W 1840 miał szansę na przeniesienie na podobny urząd do Środy. Zrezygnował jednak z tej intratnej posady na rzecz Buku. W tym czasie władze Wielkiego Księstwa Poznańskiego wzmogły nacisk germanizacyjny. Było to efekrem antypolskiej polityki ówczesnego nadprezydenta E.H.Flottwella. To on wytknął Szubertowi i jego żonie Katarzynie ich polskie pochodzenie. Współpracując z płk. Andrzejem Niegolewskim, Wiosną 1848 roku Szubert zaangażował się w przygotowania do wyborów samorządowych. 26 kwietnia w czasie zebrania przedwyborczego w Lwówku został zaatakowany przez tłum rozwścieczonych Niemców i z trudem uszedł z życiem. Kilka dni później po krwawych zamieszkach, które miały miejsce w Buku 3 i 4 maja 1848 roku, Szubert został zmuszony do odejścia z zajmowanego stanowiska. Zarzucono mu, że wysłał syna do powstańców, że oddział powstańczy zabrał kasę powiatową, że urzędnicy landratury przeszli do obozu kosynierów – a wreszcie, że nie potrafił powstrzymać ruchu rewolucyjnego. Od tego czasu zajął się swoim majątkiem ziemskim po byłym amcie bukowskim w Wielkiej Wsi. Od 1852 roku zajmował się także administracją znacznie zubożonego bukowskiego majątku kościelnego. Dzięki jego staraniom udało się go odtworzyć i uporządkować. Był także prezesem dozoru szkolnego w Buku.

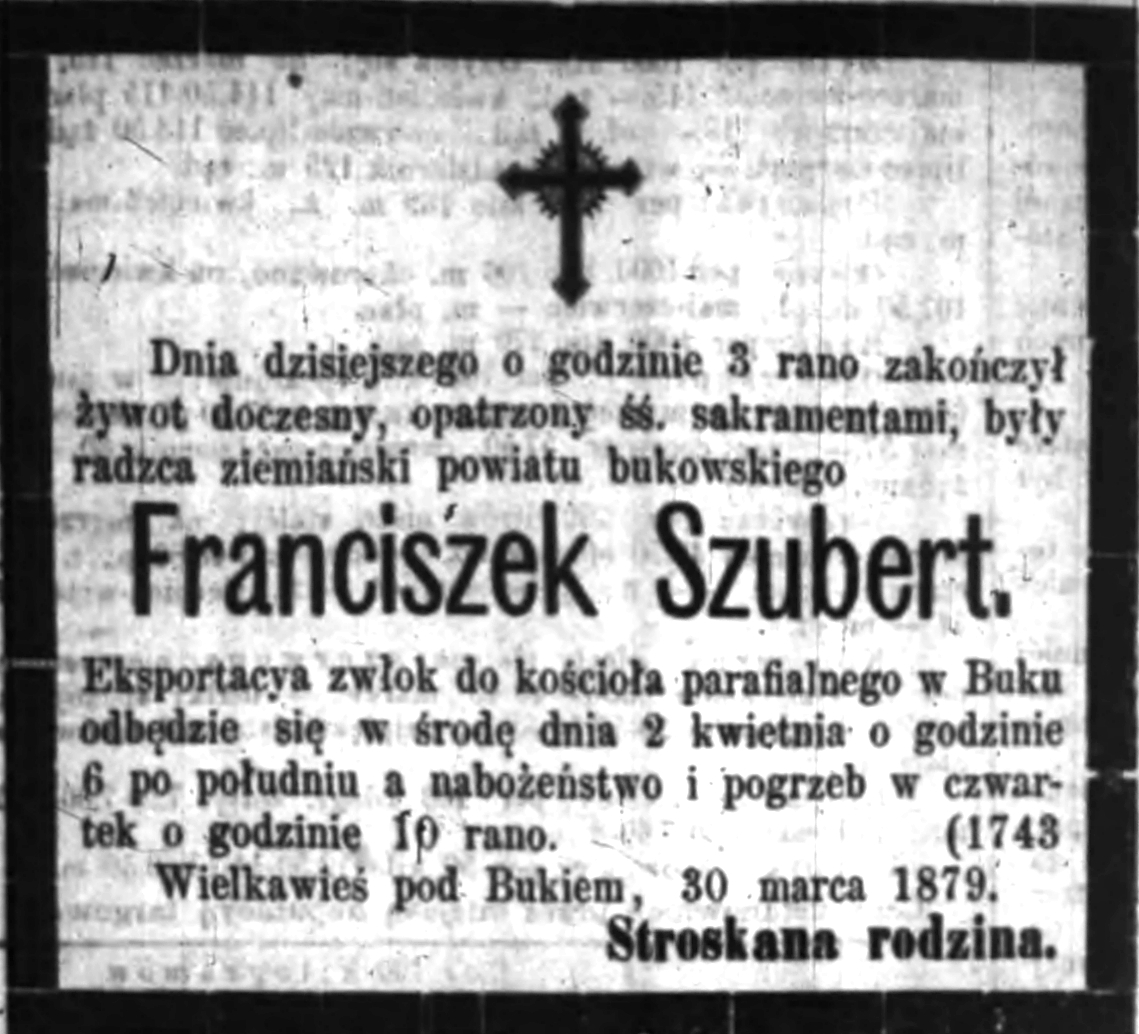
Nekrolog Franciszka Szuberta. „Dziennik Poznański” R. 1879, nr 75

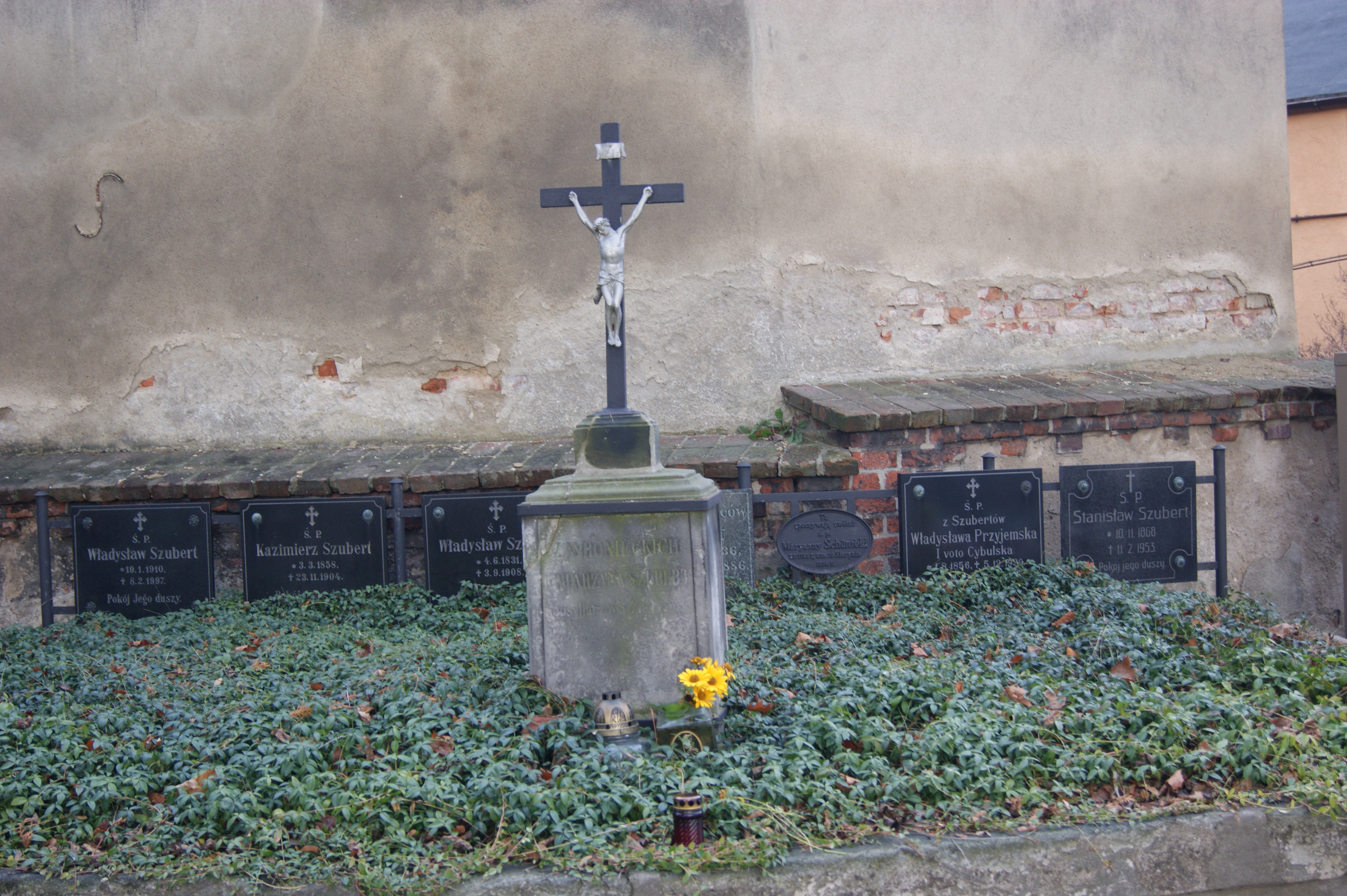
Grób Franciszka Szuberta i jego rodziny na cmentarzu przy kościele św. Krzyża w Buku

Franciszek Szubert był szanowanym obywatelem i gorącym patriotą. Jego praca w gospodarstwie była dla wszystkich przykładem umiłowania ziemi. Wielokrotnie sprzeciwiał się sprzedaży polskich gospodarstw i przekazywaniu ich w obce ręce. Jak mawiał: Polska nie da się odbudować na gwiazdach ani obłokach, ale stać musi na ziemi.
Zmarł w swoim majątku w Wielkiej Wsi. Został pochowany 3 kwietnia 1879 roku w istniejącym do dziś grobie rodzinnym na cmentarzu przy kościele św. Krzyża w Buku. W pogrzebie uczestniczyła ogromna rzesza ludzi z miasta, a także bliskich i dalszych okolic. Nabożeństwu żałobnemu przewodniczył ks. proboszcz Aleksander Akoszewski.

## Życie prywatne
Franciszek Szubert był żonaty z Wiktorią herbu Kotwicz Daleszyńska, córką Jakuba Filipa i Marianny z Żychlińskich h. Szeliga, urodzoną ok. 1802 roku. Wzięli ślub w Brodach Poznańskich 18 maja 1824 roku. Po jej śmierci ożenił się z panną Katarzyną Wroniecką. Pobrali się 3 marca 1829 roku w poznańskim kościele farnym. Katarzyna była córką Szymona Wronieckiego, prezydenta miasta Poznania z lat 1813–1815 i jego żony Teresy. Zmarła 11 września 1851 roku w Wielkiej Wsi. Miała 61 lat. Jedynym synem Franciszka i Katarzyny był Władysław Szymon (ur. 4 lipca 1831, zm. 4 września 1908), bohater Wiosny Ludów spod Książa i Miłosławia, prawnik i gospodarz z Wielkiej Wsi. Był jednym z założycieli Banku Ludowego (1867), Kółka Rolniczego (1875) i Spółdzielni Mleczarskiej (1882) w Buku.